# José Manuel Caballero
José Manuel Ortega Caballero (nacido el 30 de agosto de 1996) es un jugador de cuadro de béisbol profesional panameño de los New York Yankees de las Grandes Ligas de Béisbol. Hizo su debut en la MLB el 15 de abril de 2023 con los Marineros de Seattle.

## Carrera

### Inicios
Caballero asistió al Colegio Chipola. En 2017, llevó al equipo de béisbol de la escuela al campeonato de la Serie Mundial JUCO y fue nombrado el jugador más valioso del torneo.

### Arizona Diamondbacks
Los Diamondbacks de Arizona seleccionaron a Caballero en la séptima ronda, con la selección general número 202, del draft de 2017 de las Grandes Ligas. Hizo su debut profesional con el Missoula Osprey de nivel novato. En 2018, dividió el año entre Low-A Hillsboro Hops y High-A Kane County Cougars, bateando un acumulado de .292/.378/.468 con 9 jonrones, 40 carreras impulsadas y 17 bases robadas en 70 juegos en total. Para la temporada 2019, comenzó el año jugando para High-A Visalia Rawhide, registrando .268/.388/.396 con 3 jonrones, 12 carreras impulsadas y 28 bases robadas en 43 concursos.

### Seattle Mariners
El 31 de julio de 2019, Caballero fue traspasado a los Marineros de Seattle a cambio de Mike Leake. Caballero jugó en 23 juegos para los Modesto Nuts High-A, cortando .256/.339/.333 sin jonrones, 10 carreras impulsadas y 4 bases robadas. No jugó un partido en 2020 debido a la cancelación de la temporada de ligas menores debido a la pandemia de COVID-19. Caballero dividió la temporada 2021 entre los Mariners de la Arizona Complex League de nivel novato, los Everett AquaSox High-A y los Arkansas Travelers Double-A. En 20 juegos bateó .258/.385/.484 con 3 jonrones, 15 carreras impulsadas y 11 bases robadas. En 2022, jugó 31 juegos para Doble-A Arkansas, bateando .227/.440/.330 con 2 jonrones, 12 carreras impulsadas y 15 bases robadas. Fue asignado a Triple-A Tacoma Rainiers para comenzar la temporada 2023. El 15 de abril de 2023, Caballero fue seleccionado para el roster de 40 hombres y ascendió a las ligas mayores por primera vez. Hizo su debut en la MLB esa noche como sustitución defensiva, reemplazando a JP Crawford como campocorto en la novena entrada contra los Rockies de Colorado. El 19 de abril de 2023, registró su primer hit, un doblete ante Eric Lauer de los Cerveceros de Milwaukee. Caballero comenzó a ver más tiempo de juego en la segunda base mientras el veterano Kolten Wong luchaba. El 21 de mayo de 2023, conectó su primer jonrón en las Grandes Ligas ante Nick Anderson de los Bravos de Atlanta, convirtiéndose en el proceso en apenas el segundo Marinero después de Mike Cameron en registrar un jonrón y tres bases robadas en el mismo juego.

### Tampa Bay Rays
El 5 de enero de 2024, los Marineros cambiaron a Caballero a los Rays de Tampa Bay por Luke Raley.

### New York Yankees
El 31 de julio de 2025, los Yankees de Nueva York adquirieron a Caballero en un intercambio en el que el jardinero Everson Pereira fue cambiado a los Rays.El cambio se dió mientras ambos equipos se estaban enfrentando en el Yankee Stadium.

## Selección nacional
Caballero jugó para el equipo de Panamá en el Clásico Mundial de Béisbol 2023.